# كولميناريجو
كولميناريجو (بالإنجليزية: Colmenarejo)‏ هي بلدية ومدينة في منطقة الحكم الذاتي وتقع في منطقة مدريد في وسط إسبانيا. تبلغ مساحة هذه المدينة 31.7 (كم²)، ويبلغ عدد سكانها 8753 نسمة حسب إحصاء سنة 2012 م.

## وصلات خارجية
- http://www.ayto-colmenarejo.org